# Centerville (Kansas)
Centerville es un lugar designado por el censo ubicado en el condado de Linn en el estado estadounidense de Kansas. En el censo de 2020 tenía una población de 78 habitantes y una densidad poblacional de 16,25 habitantes por km². Fue incluido como CDP en el censo de 2020. 

## Geografía
Centerville se encuentra ubicado en las coordenadas 38°13′44″N 95°00′53″O / 38.22889, -95.01472. Según la Oficina del Censo de los Estados Unidos,  tiene una superficie total de 4,80 km², de la cual 4,76 km² corresponden a tierra firme y 0,04 km² a agua.